# Kettujoki

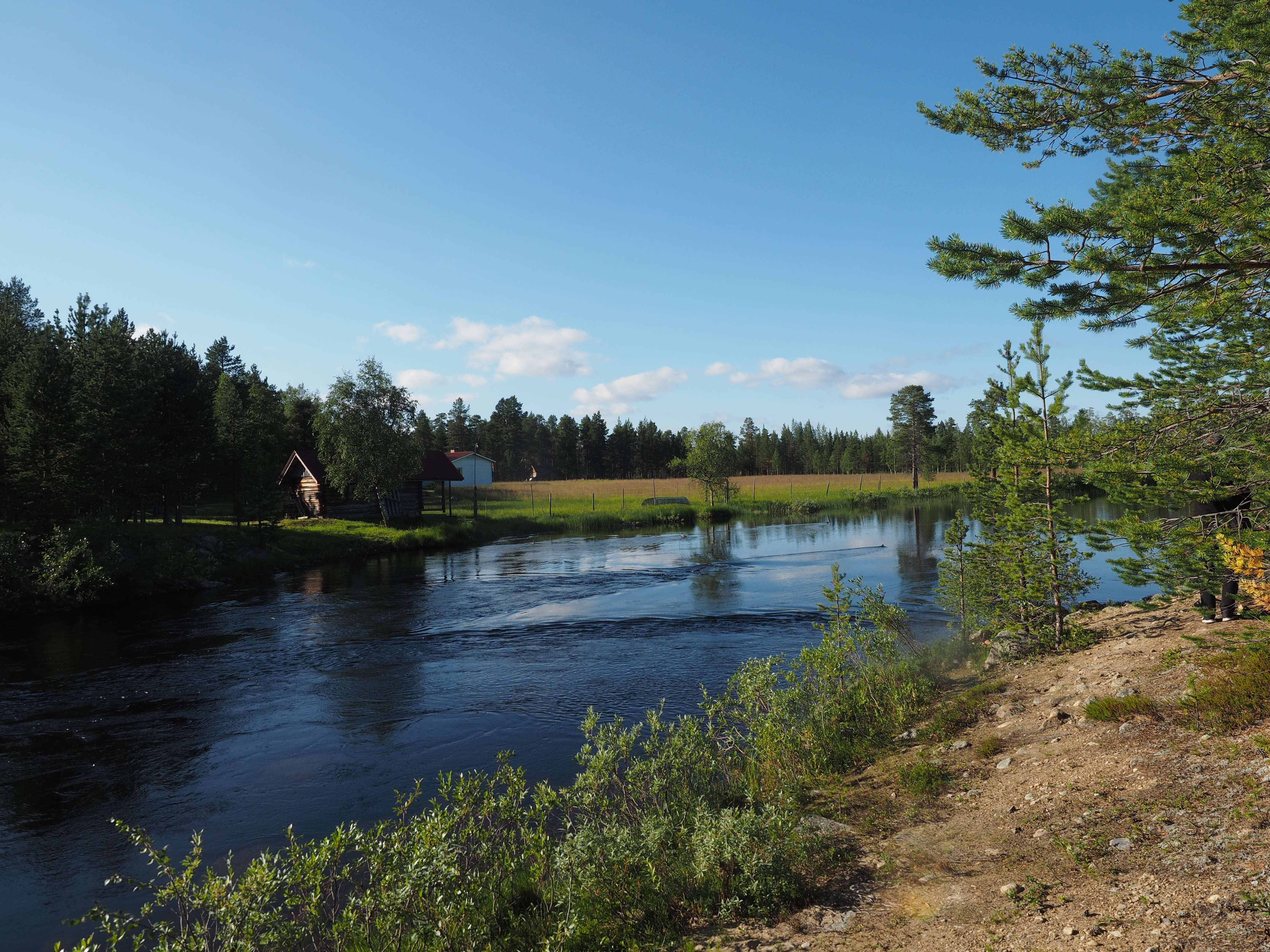

Der Kettujoki (inarisamisch Kiäptuvei) ist ein Fluss in der finnischen Landschaft Lappland.
Der Kettujoki bildet den 10 km langen Abfluss des Sees Mutusjärvi.
Er fließt in südlicher Richtung zum Juutuanjoki, in den er unmittelbar nach dessen Ausfluss aus dem See Paatari mündet.
Das Einzugsgebiet umfasst über 2215 km².
Der Kettujoki bildet das Verbindungsstück zwischen dem oberstrom gelegenen Flusssystem des Kaamasjoki und dem Juutuanjoki, dessen Wasser über den Inarijärvi-See und den Paatsjoki zur Barentssee fließt.
Der mittlere Abfluss des Kettujoki liegt bei über 25 m³/s.